# Otto Philipp Schenk von Stauffenberg
Otto Philipp Schenk Graf von Stauffenberg (* 28. Oktober 1926 in München; † 16. Juli 2015 auf Schloss Greifenstein (Fränkische Schweiz)) war ein deutscher Forstbeamter.

## Leben
Otto Philipp war das jüngste von vier Geschwistern und verbrachte seine Kindheit und Jugend auf Schloss Jettingen. Als Neffe von Claus Schenk Graf von Stauffenberg wurde er nach dem Attentat vom 20. Juli 1944 am 11. August 1944 in Sippenhaft genommen und in mehrere Gefängnisse und Konzentrationslager verbracht. Nach dem Notabitur studierte Schenk von Stauffenberg Forstwirtschaft an der Ludwig-Maximilians-Universität München. 1950 wurde er Corpsschleifenträger der Hercynia München. Nachdem er im September 1949 Oculi Freiin von Lerchenfeld im Bamberger Dom geheiratet hatte, übernahm er das großväterliche Schloss Greifenstein. Der Ehe entstammen vier Kinder und acht Enkelkinder. Graf Stauffenberg saß von 1960 bis 1970 im Gemeinderat von Stücht und von 1978 bis 1996 im Marktgemeinderat von Heiligenstadt in Oberfranken. Von 1972 bis 1990 saß er im Kreisrat des  Landkreises Bamberg. 28 Jahre lang war er Vorsitzender des  Pfarrgemeinderats Heiligenstadt. 
Schenk von Stauffenberg war verheiratet mit Oculi Schenk Gräfin von Stauffenberg (1923–2006).
Graf Stauffenberg war Mitglied im dreiköpfigen Gründungsausschuss für den am 2. Dezember 1954 gegründeten Rotary Club Bamberg.

## Ehrungen
- Ehrenwappen des Marktes Heiligenstadt (1986)
- Bayerischer Staatspreis für vorbildliche Waldbewirtschaftung (1997)[8]
- Georgsorden (Bayern), Großkomtur
- Herzoglich Sachsen-Ernestinischer Hausorden, Komtur